# フロートスイッチ
フロートスイッチ（Float switch）はレベルセンサーの一種で、タンク内の液面レベル（水位）を検出するために使用される機器である。フロートスイッチは、ポンプや給排水弁などの機器を制御するため、あるいは液面表示用、液面警報（満水、渇水など）用として使用されている。

## 動作原理
フロートスイッチは液面に連動したフロート（浮き）の上下動で動作するが、様々なタイプがある。たとえば、ヒンジ付きフロート内の水銀スイッチを使用するものがある。あるいは、フロートがマイクロスイッチに繋がった棒を持ち上げることで動作するものもある。
多いのはリードスイッチで検出するタイプである。ケーブル接続されたフロート内にリードスイッチと磁石が内蔵されていてフロートの向き（傾き）で検出するもの（画像参照）もあれば、タンク内に垂直に取り付けた棒にフロートを通した物もある。
この場合、フロートは磁石を内蔵したドーナツ型（中空円筒状）であり、中の穴を金属または樹脂製のステム（棒）に通す。ステム内にはリードスイッチが設けられており、フロートが液面に連動して上下して、リードスイッチの位置に到達すると、磁石でリードスイッチが作動する。ステムにストッパを取り付けてフロートの移動範囲を制約することで、1本のステムに複数のフロートと複数のレベルスイッチを取り付けられるようになり、例えば「最上限警報」「給水停止」「給水開始」「渇水注意」「最下限警報」などの複数の検出点を設けることができる。

排水ポンプ用のフロートスイッチ内部
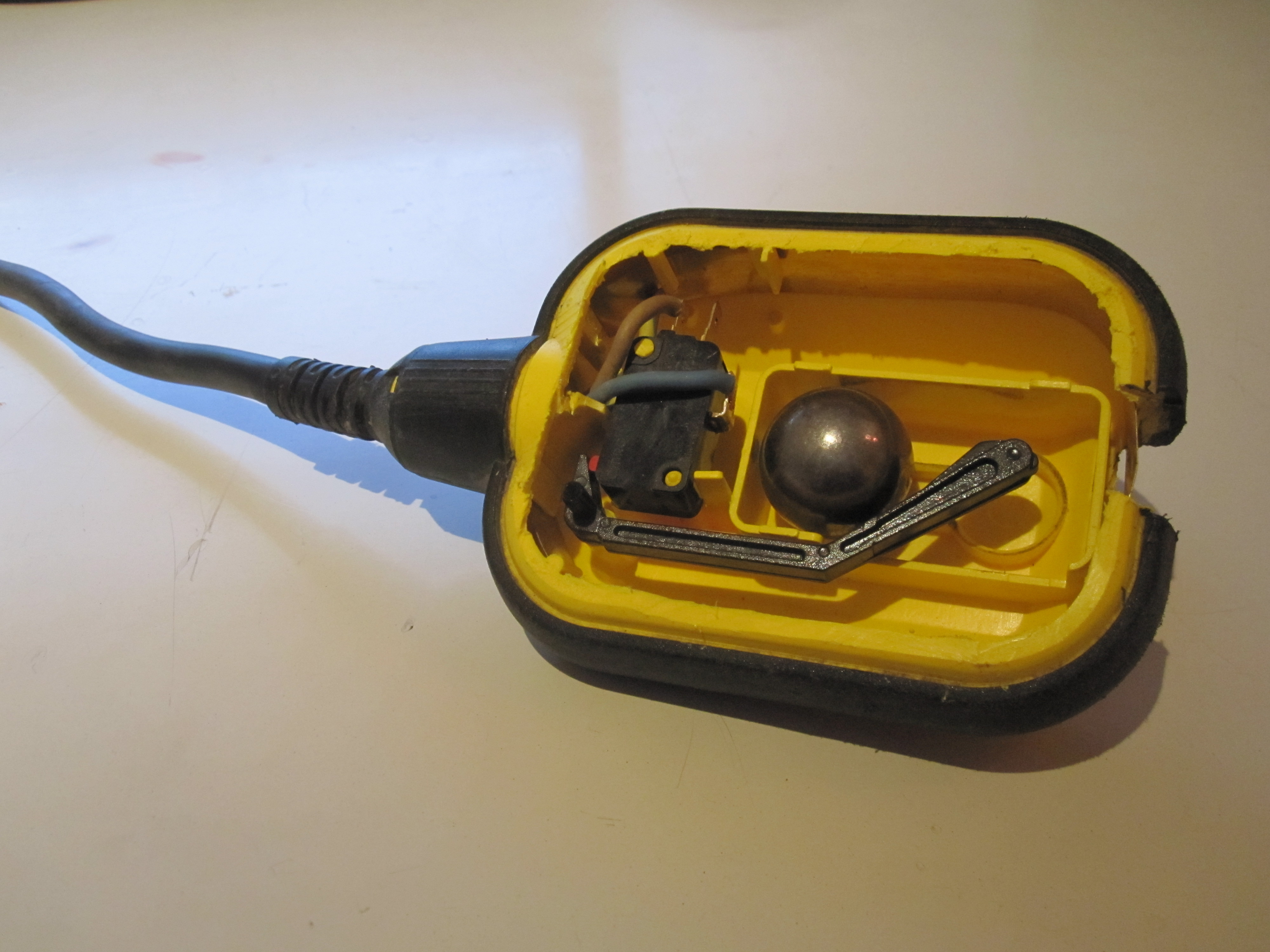
フロートスイッチオン（液面が上昇して、フロートが浮いて右側が上になると、ボールが左側（下）に移動して「く」の字型のロッドが解放され、左側の黒いスイッチが導通する）
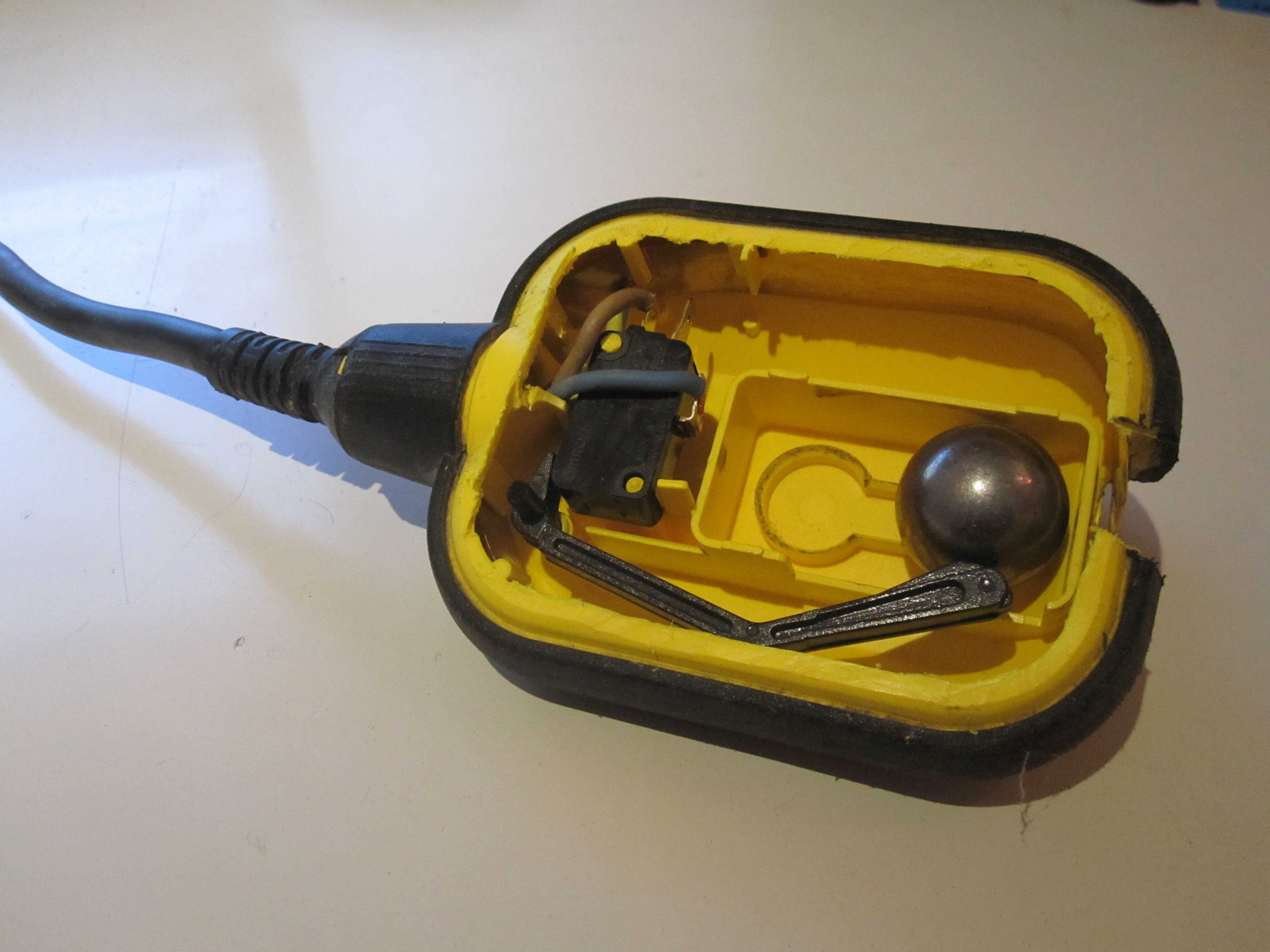
フロートスイッチオフ（液面が低下して、フロートがケーブルにぶら下がるようになって左側が上になると、ボールが右側（下）に移動して「く」の字型のロッドを押してスイッチが切れる）

## 使用法

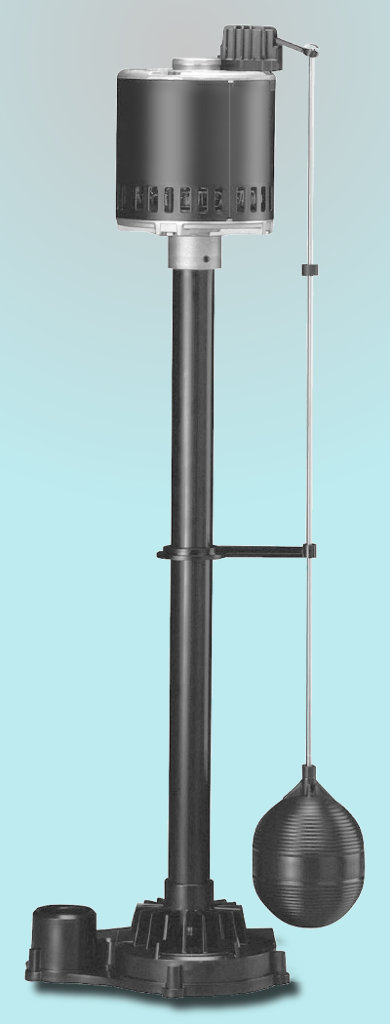
フロートスイッチ付きの排水ポンプ。

一般的な使用法としては排水ポンプと給水ポンプがある。
排水ポンプの場合、タンク内の液面が上昇して排水水位に達すると、フロートスイッチがオンになり、排水ポンプが運転開始する。水位が低下するとフロートが下がり、フロートスイッチがオフになってポンプは停止する。フロートスイッチは調整可能であることが多く、かなりのヒステリシスを持たせることができる。つまり、スイッチが「オン」になる位置を「オフ」位置よりもはるかに高く設定できる。これがない場合、僅かな液面の変動によって頻繁にポンプがオンオフを繰り返すことになり、故障の原因となる 。
一部のフロートスイッチには、2段スイッチが含まれている。例えば、液面が下側の動作点まで上昇すると、第1スイッチが入って、排水ポンプが作動する。にもかかわらず液面が上がり続けて上側の動作点まで上昇する（おそらく、ポンプが故障しているか、排水口が塞がっている）と、第2スイッチが入り、警報を出力させるなどの他の対応策がとれる。
加圧されている容器内で液面を検知する必要がある場合、多くの場合、磁石を使用してフロートの動きを非加圧エリアにあるスイッチに結合する。場合によっては、フロートに接続した棒をパッキン箱（スタッフィングボックス）を通して容器外に出すことでスイッチを操作することもできるが、これにより抗力が大きくなり、圧力漏れが発生する危険性がある。
フロートスイッチの設置の仕方が悪ければ、たとえばフロートの動きを妨げる汚れがフロートに付着しやすくなる（誤作動の危険が増す）可能性がある。
フロートスイッチの材質は、測定対象の液体の性質に応じて選定される。腐食性の液体の場合、耐蝕性のある構造・材質のものが選ばれる。
タンク内に密度の異なる2つの液体が混在する場合、適切なフロートを選定することで、この2つの液体間の液面レベルを検出することできる場合もある。